# Halichondria contorta
Halichondria contorta är en svampdjursart som först beskrevs av Sarà 1961.  Halichondria contorta ingår i släktet Halichondria och familjen Halichondriidae.
Artens utbredningsområde är Adriatiska havet. Inga underarter finns listade i Catalogue of Life.